# Аделин, Мартен
Марте́н Габриэ́ль Белаи́д Адели́н (фр. Martin Gabriel Belaïd Adeline; род. 2 декабря 2003, Эперне) — французский футболист, полузащитник клуба «Труа».

## Клубная карьера
Аделин — воспитанник клубов «Родез», «Эперне», Пари Сен-Жермен и «Реймс». В 2021 году в поединке Кубка Франции против «Реймс Сент-Анн» Мартин дебютировал за основной состав последнего. 22 декабря в матче против «Марселя» он дебютировал в Лиге 1. 

## Международная карьера
В 2022 году в составе юношеской сборной Франции Аделин принял участие в юношеском чемпионате Европы в Израиле. На турнире он сыграл в матчах против команд Словакии, Румынии, Италии и Израиля. В поединке румын Мартен забил гол.